# Lijst van koningen van Champasak
Dit is een lijst met de koningen en prinsen van het koninkrijk Champasak (in het zuiden van het tegenwoordige Laos) en een verdere lijst van de familiehoofden van de koninklijke familie na 1946. Champasak was een van de opvolgers van het koninkrijk Lan Xang. Voor zover bekend zijn de jaartallen vermeld. Tussen haakjes staan eventuele alternatieve namen of spellingen van de koningen vermeld:

## Koningen van Champasak (1713-1946)

Vlag van het koninkrijk Champasak

| Monarch                    | Regeringsperiode |
| -------------------------- | ---------------- |
| koning Soi Sisamut         | 1713 - 1737      |
| koning Sainyakuman (Photi) | 1737 - 1791      |
| koning Fai Na              | 1791 - 1811      |
| koning Nu                  | 1811 - 1813      |
| koning Pham Ma Noi         | 1813 - 1819      |
| koning Nyo                 | 1819 - 1826      |
| prins Huy                  | 1826 - 1840      |
| prins Nak                  | 1840 - 1850      |
| koning Bua                 | 1853 - 1855      |
| koning Khamnyai            | 1855 - 1862      |
| koning Khamsuk             | 1862 - 1900      |
| koning Nyuy (Raxadanai)    | 1900 - 1946      |